# Свифтон (Арканзас)
Свифтон (англ. Swifton, Arkansas) — город, расположенный в округе Джексон (штат Арканзас, США) с населением в 871 человек по статистическим данным переписи 2000 года.

## География
По данным Бюро переписи населения США город Свифтон имеет общую площадь в 1,29 квадратных километров, водных ресурсов в черте населённого пункта не имеется.
Свифтон расположен на высоте 76 метров над уровнем моря.

## Демография
По данным переписи населения 2000 года в Свифтоне проживал 871 человек, 245 семей, насчитывалось 335 домашних хозяйств и 365 жилых домов. Средняя плотность населения составляла около 670 человек на один квадратный километр. Расовый состав Свифтона по данным переписи распределился следующим образом: 97,93 % белых, 0,46 % — чёрных или афроамериканцев, 0,11 % — коренных американцев, 0,46 % — представителей смешанных рас, 1,03 % — других народностей. Испаноговорящие составили 2,30 % от всех жителей города.
Из 335 домашних хозяйств в 34,3 % — воспитывали детей в возрасте до 18 лет, 55,5 % представляли собой совместно проживающие супружеские пары, в 13,1 % семей женщины проживали без мужей, 26,6 % не имели семей. 25,1 % от общего числа семей на момент переписи жили самостоятельно, при этом 11,6 % составили одинокие пожилые люди в возрасте 65 лет и старше. Средний размер домашнего хозяйства составил 2,60 человек, а средний размер семьи — 3,09 человек.
Население города по возрастному диапазону по данным переписи 2000 года распределилось следующим образом: 28,0 % — жители младше 18 лет, 7,7 % — между 18 и 24 годами, 28,1 % — от 25 до 44 лет, 22,5 % — от 45 до 64 лет и 13,7 % — в возрасте 65 лет и старше. Средний возраст жителей составил 35 лет. На каждые 100 женщин в Свифтоне приходилось 90,2 мужчин, при этом на каждые сто женщин 18 лет и старше приходилось 91,7 мужчин также старше 18 лет.
Средний доход на одно домашнее хозяйство в городе составил 24 375 долларов США, а средний доход на одну семью — 31 375 долларов. При этом мужчины имели средний доход в 22 500 долларов США в год против 15 682 доллара среднегодового дохода у женщин. Доход на душу населения в городе составил 11 922 доллара в год. 17,5 % от всего числа семей в округе и 22,9 % от всей численности населения находилось на момент переписи населения за чертой бедности, при этом 34,3 % из них были моложе 18 лет и 24,0 % — в возрасте 65 лет и старше.